# Villa Susanna
Die Villa Susanna, auch Villa Hanni, liegt in der Karl-Liebknecht-Straße 3 im Stadtteil Niederlößnitz der sächsischen Stadt Radebeul. Sie wurde 1893/1894 „wohl nach Entwurf“ des Architekten und Baumeisters Adolf Neumann errichtet.

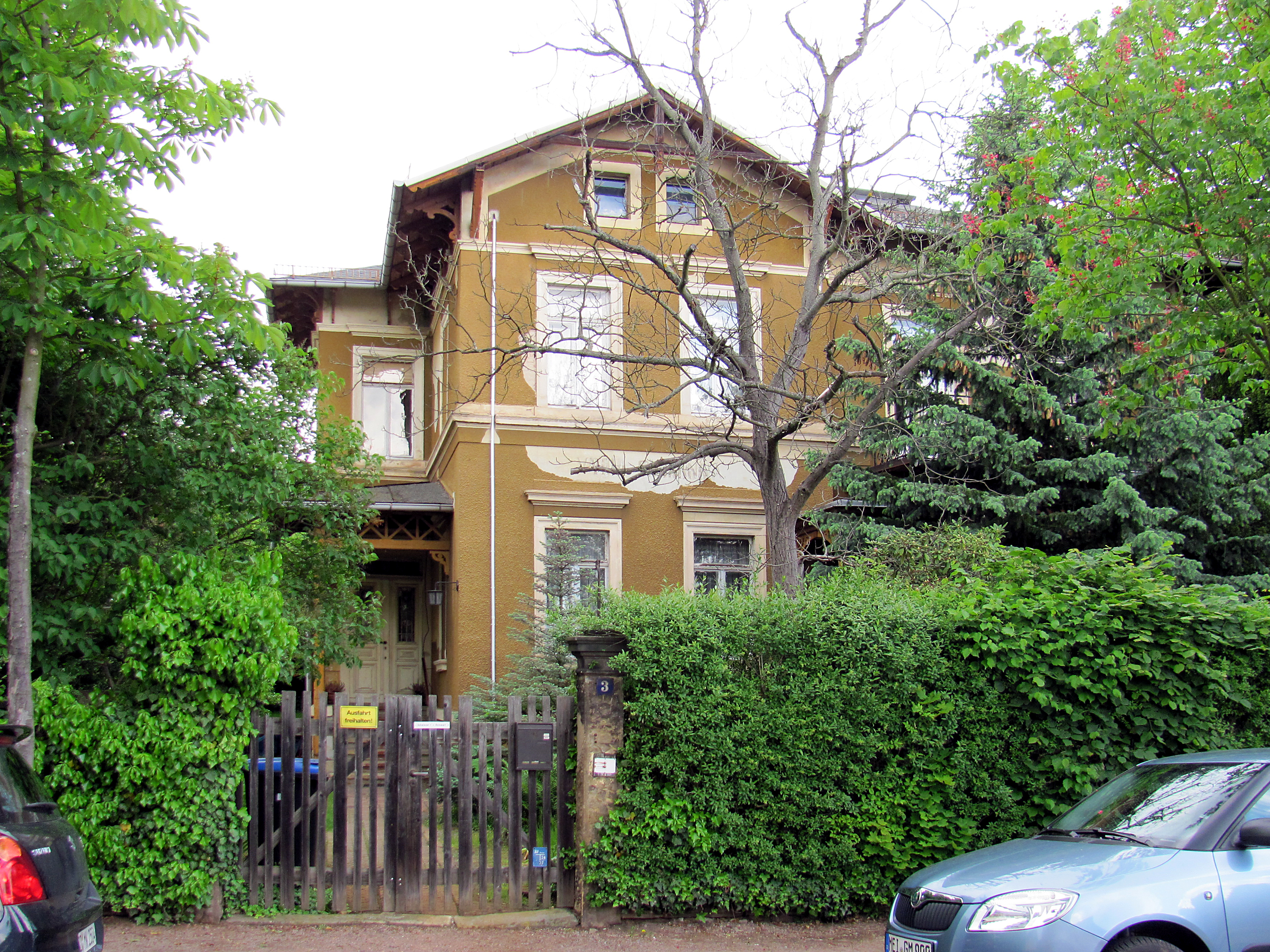
Villa Susanna

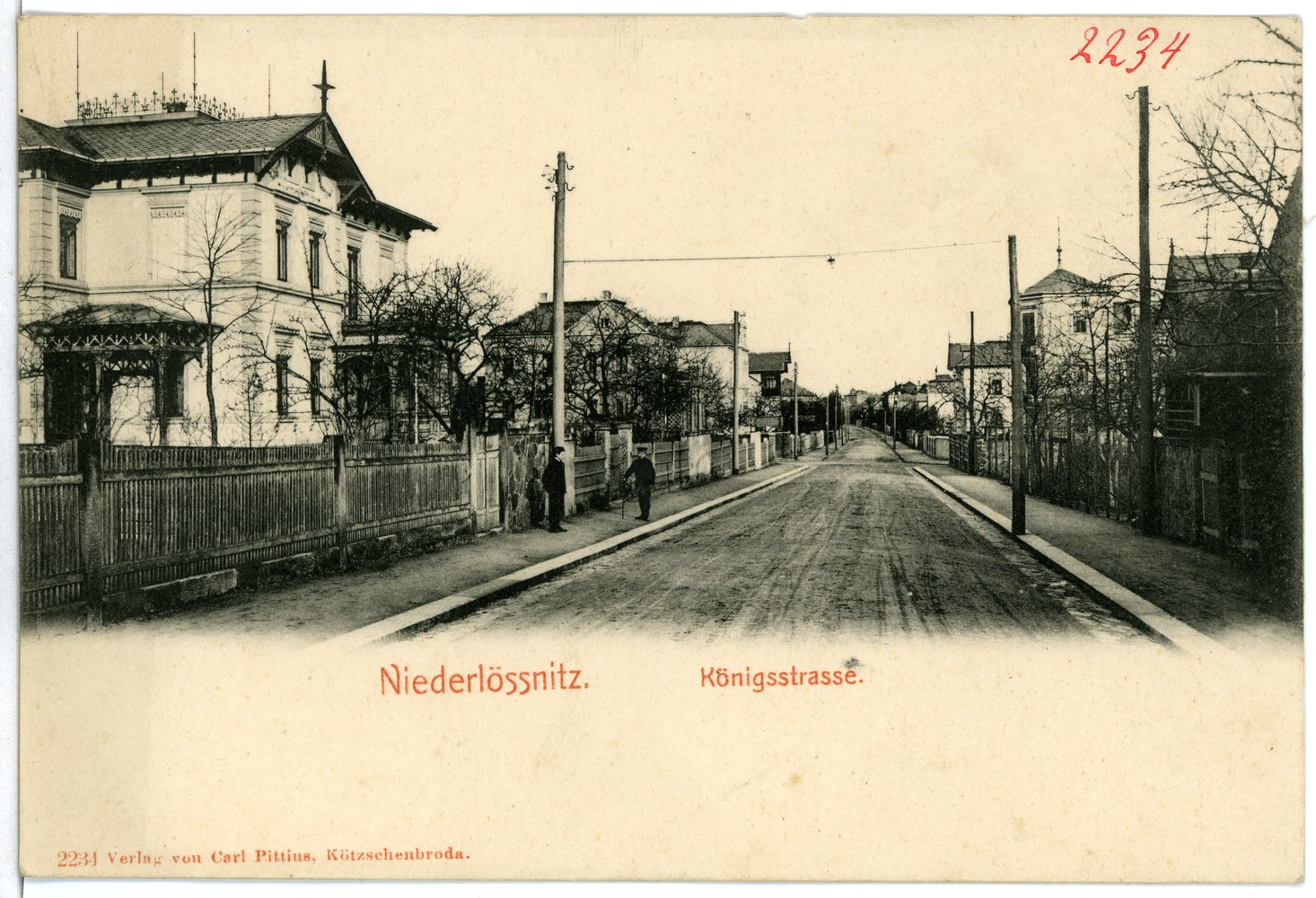
Villa Susanna (links, 1901)

## Beschreibung
Die mitsamt Einfriedung und Toreinfahrt unter Denkmalschutz stehende landhausartige Villa ist ein zweigeschossiges Gebäude mit einem abgeplatteten, ziegelgedeckten Walmdach über einem Drempel, wo es durch lange hölzerne Konsolen gestützt wird.
In der Straßenansicht steht links ein Seitenrisalit mit Sparrengiebel, auf der rechten Seite befindet sich eine Veranda mit ornamentalem Ätzglas; das Eingangsvorhaus zum Vorgarten wurde „etwas nachträglich errichtet“. In der linken Seitenansicht steht ein Treppenhausrisalit, dessen Hauseingang durch ein Vordach geschützt wird.
Das verputzte Gebäude wird durch Putzbänder und schlichte Sandsteingewände gegliedert.
Die Einfriedung ist ein Staketenzaun, die Torpfeiler werden durch Abdeckplatten geschützt.
„Abgebröckelter Spritzputz der 70er Jahre des 20. Jahrhunderts gab die Spuren von drei übereinander liegenden Häusernamen auf Glattputz frei – 2x Villa Susanna in unterschiedlichen Lettern und Villa Hanni.“ Der Hausname Villa Susanna. war beide Male mit einem Punkt am Ende geschrieben, einmal davon in Versalien. Die historische Reihenfolge der Schriften „sollte ein Restaurator feststellen“, um bei einer Sanierung des Hauses „eine der Schriften in Abstimmung mit den Eigentümern wieder herzustellen“.

## Geschichte
Die Niederlößnitzer Bauherren Johann Gottfried Reck und Karl Otto Kirsten ließen sich mit Baugenehmigung vom 29. Dezember 1893 ein Wohnhaus errichten, dessen Entwurf wohl von dem ebenfalls Niederlößnitzer Baumeister Adolf Neumann stammte. 1896 beantragte dieser bauliche Veränderungen für den von Leipzig übersiedelnden Fotografen Alfred Naumann (1847–1917), der dort mit seiner Frau Anna Marie (1857–1918) lebte. Ob diese für den Hausnamen Villa Hanni namensgebend war, wäre zu klären.
Naumann zog später in die nach Luftlinie 400 Meter entfernte Villa am Ledenweg 14.